# فدراسیون فوتبال السالوادور
فدراسیون فوتبال السالوادور (اسپانیایی: Federación Salvadoreña de Fútbol‎) نهاد اداره‌کننده مسابقات فوتبال و فوتسال در کشور السالوادور است.
این فدراسیون که در سال ۱۹۳۵ تأسیس شده عضو کونکاکاف و فیفا نیز می‌باشد و مقر آن در شهر سان سالوادور است.